# Euthlastoblatta chiapas
Euthlastoblatta chiapas är en kackerlacksart som först beskrevs av Fisk 1977.  Euthlastoblatta chiapas ingår i släktet Euthlastoblatta och familjen småkackerlackor. Inga underarter finns listade i Catalogue of Life.